# Üvegtészta
Az üvegtészta egy Ázsiában népszerű tésztafajta, amely vékony, akár a cérnametélt, és átlátszó, amikor megfő. Általában mungóbablisztből készítik. Kínában lapokat is gyártanak belőle.
A kínaiak több néven is ismerik (fenszi (fěnsī) 粉丝, tungfen (dōngfěn) 冬粉), japánul haruszame 春雨, koreaiul tangmjon 당면, a vietnámi neve pedig miến.
Használatos egytálételekben, levesekben, töltött tésztákban is, de salátákban, sőt italokhoz is felhasználják. Önmagában íztelen tésztaféleség.

## Ételek üvegtésztából

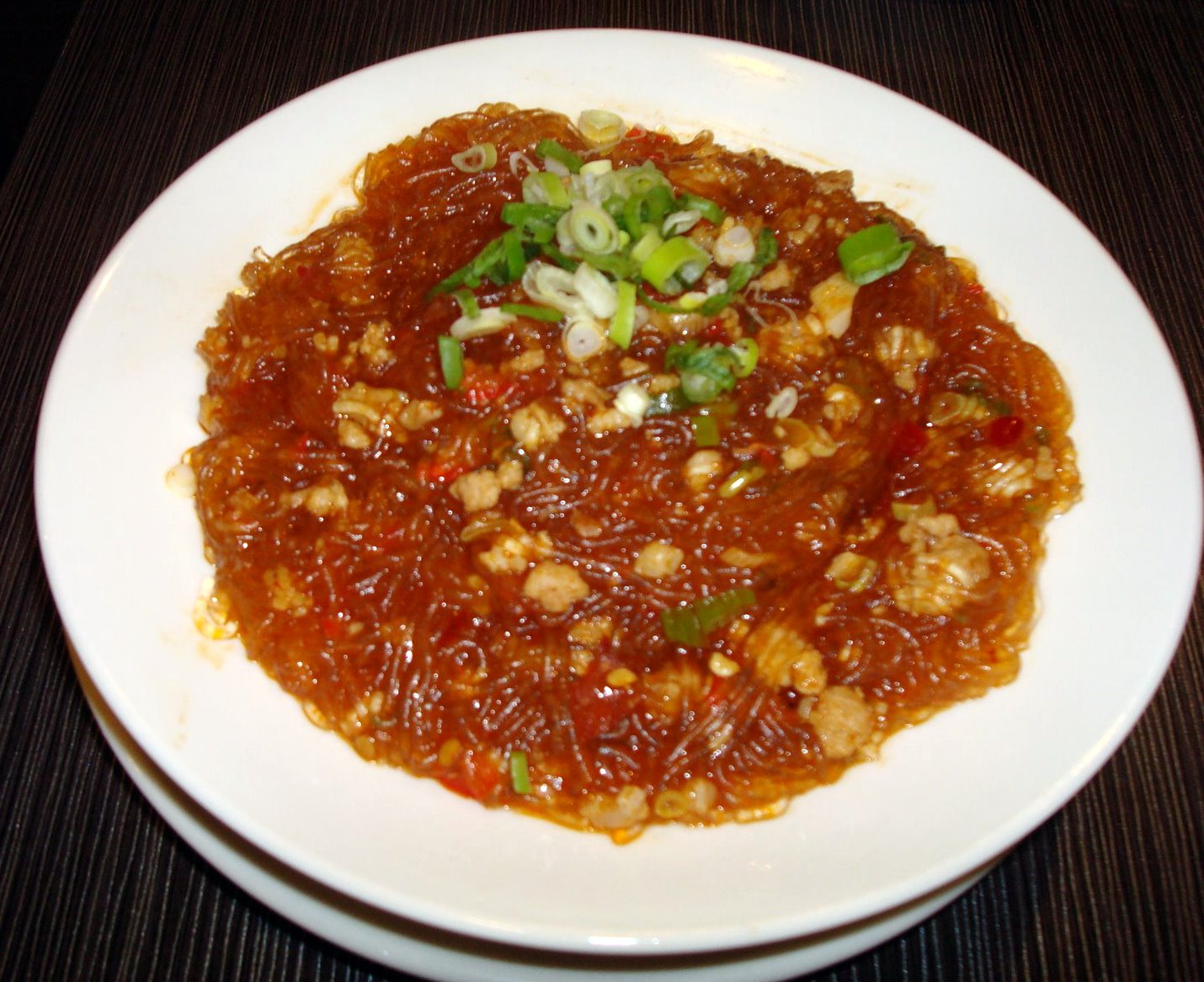
Fára mászó hangyák (majisangsu (mayishangshu)), kínai étel
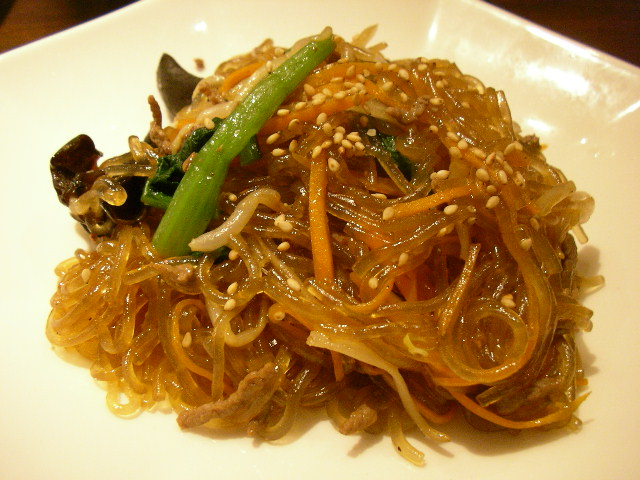
잡채 csapcshe, koreai étel
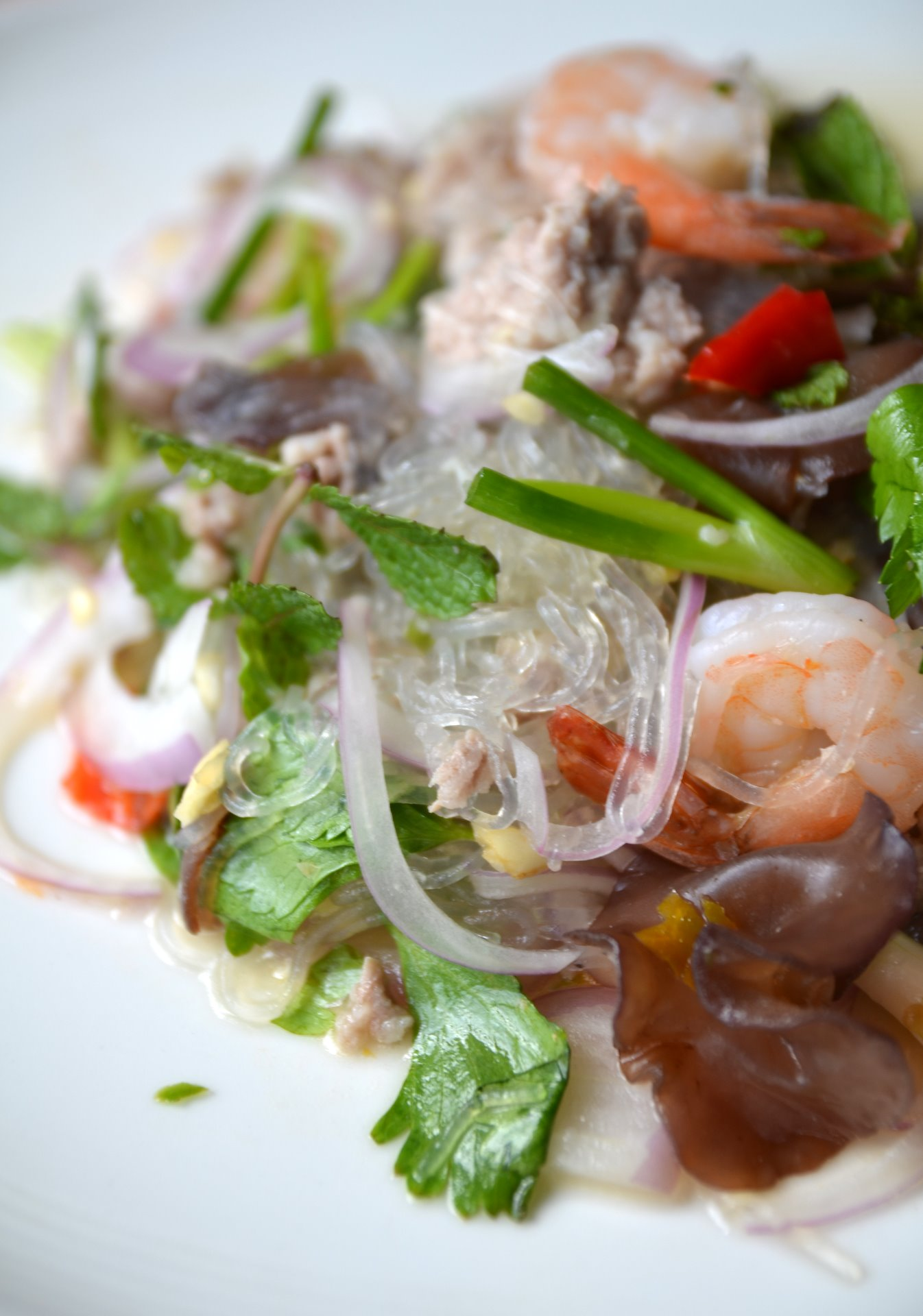
ยำวุ้นเส้น Yam wun sen, thai saláta üvegtésztával